# Намдінь (місто)

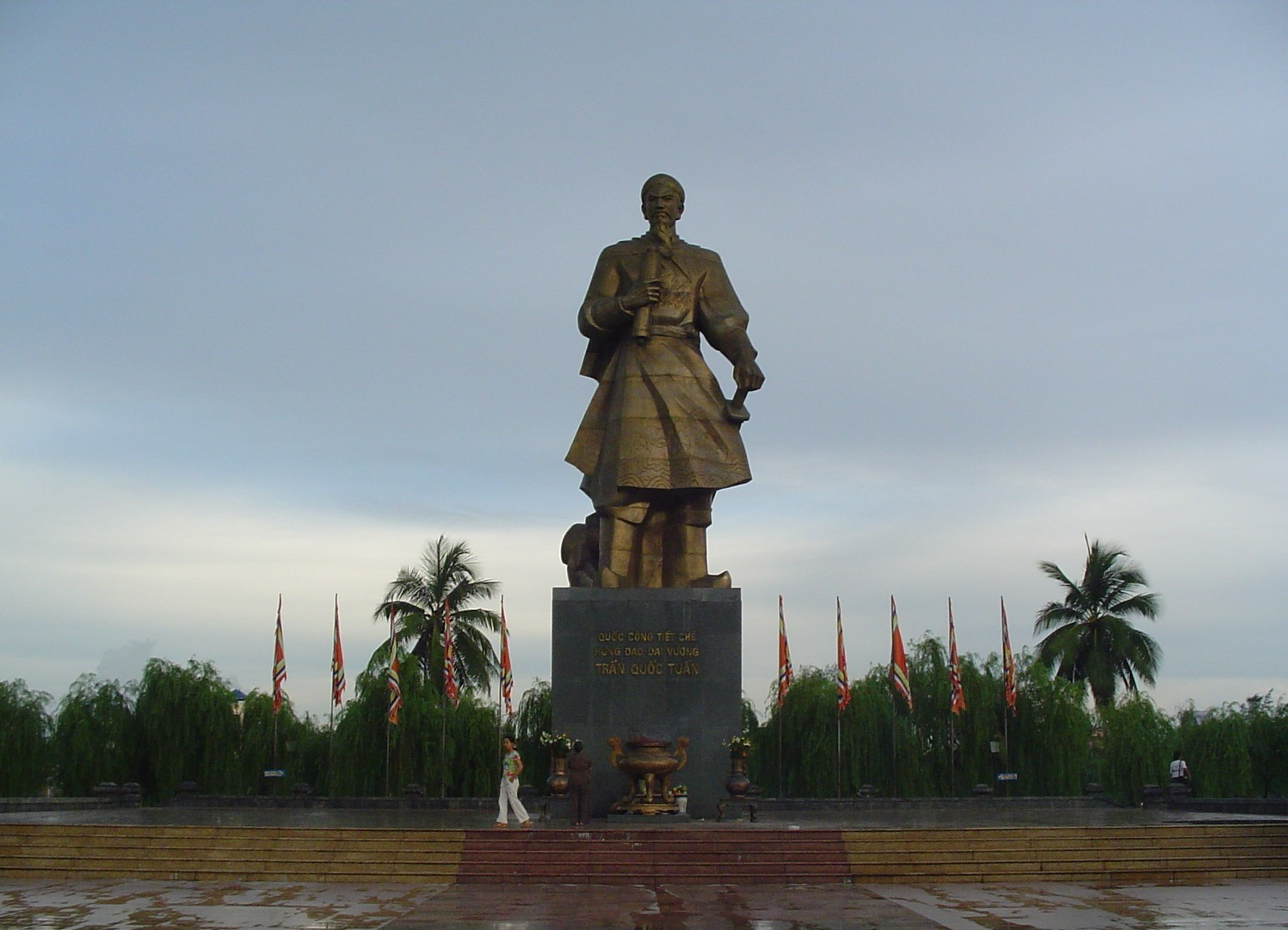
Пам'ятник Чан Хинг Дао в Намдіні

Намдінь — місто у дельті річки Хонгха північного В'єтнаму, столиця провінції Намдінь. Місто було колись частиною провінції Ханам до її поділу в 1996 році. Намдінь знаходиться на відстані 90 кілометрів на південний схід від в'єтнамської столиці Ханоя.
18-20 серпня кожного року тут проходить фестиваль Co Чач, присвячений національному герою В'єтнаму 13 століття Чан Хинг Дао (в'єт. Trần Hưng Đạo), під командуванням якого в'єтнамські війська відбили наступ монголів.

## Провінція
Провінція Намдінь умовно ділиться на три регіони:
1. Нижня дельта, що має розвинуте сільське господарство і розвинену текстильну та обробну промисловість.
2. Низинний прибережний. Довжина берегової лінії — 72 км. Регіон сприятливий для вирощування худоби та рибного промислу. На його території знаходиться національний природний заповідник Сюань Туї.
3. Центральний регіон.

На території провінції Намдінь знаходяться чотири головних естуарії: Балат, Тай, Лачьжанг і Галан.

## Клімат
На відміну від інших провінцій у дельті, Намдінь має тропічний мусонний клімат. Середня річна температура — 23-24 °C. Найхолодніші місяці — січень і грудень з середньою температурою в 16-17 °C. Найбільш спекотний — липень із середніми температурою 29 °C.
Річна кылькысть опадів — 1750–1800 мм. З травня по жовтень триває дощовий сезон, а посушливий сезон починається в листопаді і закінчується в квітні. Загальна кількість сонячних годин протягом року одно 1650–1700. Середня вологість повітря — 80-85 %.
Перебуваючи недалеко від затоки Бакбо, у Намдіні часто бувають тропічні шторми і мусони.

## Економіка
У 2002 році ВВП провінції перевищив 400 000 $. У 2005 році економіка мала наступну структуру: 41 % — сільське/рибне/лісове господарства, промисловість і будівництво — 21,5 %, сфера послуг — 38 %. Місто поділено на 6 індустріальних зон.

## Освіта
Провінція Намдінь відома своєю традиційною освітньою системою. Школа Ле Хонг Фонг відома на весь В'єтнам. 16 шкіл з цього міста входять у 200 найкращих по країні за 2003 рік, а в 2009 році 5 шкіл з Намдінь увійшли в сотню найкращих.

## Міста-побратими
- Прато з 1975 року.